# Kpandah
Kpandah est un village du peuple Adjoukrou, situé dans la sous-préfecture de Toupah et rattaché au département de Dabou.

## Géographie
Le village de Kpandah, situé au Sud de la Côte d'Ivoire, fait partie des onze villages de la sous-préfecture de Toupah. Il appartient au département de Dabou, dans la région des Grands-Ponts, dans le district des Lagunes. Il a été dénombré 1 266 habitants dans ce village après le recensement général de la population de l'habitat en 2014. Ce recensement a été conduit par l'Institut national de la statistique.

## Culture
Dans le village de Kpandah, il se déroule la fête des patriarches. Cette fête également appelée « fête de l’Ebeb », est une cérémonie traditionnelle chez les Adjoukrou qui marque le passage du pouvoir exécutif, économique, judiciaire, social et spirituel à une nouvelle génération. Cet événement symbolique repose sur la transmission d'insignes tels qu'un pagne, un chapeau, une canne de commandement et un chasse-mouches. Chaque génération exerce ce pouvoir pendant huit ans avant de le céder à la suivante,.